# Héctor Zeta
Héctor Alipio Zeta Lacherre (Santa María de Nieva, Provincia de Condorcanqui, Perú, 15 de mayo de 1994) es un futbolista peruano. Juega como delantero y su equipo actual es Universidad San Martín de la Liga 2.

## Trayectoria

### Inicios y Alfonso Ugarte
Zeta perteneció a la cantera del Club San Martin de Porres durante los años 2010 y 2011. En su estadía fue convocado a la Selección Peruana Sub-17. Luego fue cedido al Club Deportivo Alfonso Ugarte, donde debutó profesionalmente. En esa campaña logró salir subcampeón de la Copa Perú 2012.

### José Galvez
En el año 2013 fue fichado por el club José Gálvez, donde jugaría por primera vez en la Primera División del Perú. En esta temporada el equipo no pudo mantener la categoría, descendiendo a la Segunda División del Perú.

### CD Diablos Rojos y Unión Fuerza Minera
Para el siguiente año, Zeta realizaría la pretemporada en el Club José Gálvez, aunque después sería presentado como refuerzo del Club Diablos Rojos. En su corta estadía logró la Liga Distrital de Juliaca.
A mitad de año fue presentado como nuevo fichaje del Club Unión Fuerza Minera. En su paso por el club consiguió 8 goles, pero no fue suficiente para conseguir la Copa Perú 2014, quedando subcampeón nuevamente ante el Club Sport Loreto.

### Retorno a Alfonso Ugarte
En el año 2015, Zeta volvió al equipo donde debutó profesionalmente, el Club Deportivo Alfonso Ugarte, sin embargo no consiguió buenas actuaciones, anotando tan solo 2 goles.

### Club Deportivo Garcilaso
Al año siguiente, fue presentado en el Club Deportivo Garcilaso, donde no logró recuperar su nivel, siendo habitual suplente y anotando un solo gol.

### Club José María Arguedas
Debido a su falta de continuidad en Garcilaso, Zeta fue fichado por el Club José María Arguedas en 2017. Este año tuvo un mejor rendimiento, logrando llegar hasta la etapa nacional de la Copa Perú 2017.

### Club Deportivo Binacional
Para el año 2018, Zeta fue llamado por el equipo recién ascendido Deportivo Binacional, volviendo a jugar en primera división después de su paso en José Gálvez. Durante esta temporada anotó 7 goles en 33 partidos.
El 2019 es uno de sus mejores años, superando la cantidad de goles del año anterior y llegando a ser campeón nacional de la Liga 1 2019.
En la temporada 2023 descendió de categoría, al quedar antepenúltimo en la tabla acumulada del torneo con Deportivo Binacional.
En el 2024 ficha por Unión Comercio, club con el que descendería a final de temporada, siendo su segundo descenso consecutivo.

## Selección nacional
Héctor Zeta fue convocado por Juan José Oré a la selección Sub-17 de Perú en el 2010, aunque no tuvo un papel participativo en la selección.

## Clubes
| Club                      | País | Año         |
| ------------------------- | ---- | ----------- |
| Universidad de San Martín | Perú | 2010 - 2011 |
| Alfonso Ugarte            | Perú | 2012        |
| José Gálvez               | Perú | 2013        |
| Diablos Rojos             | Perú | 2014        |
| Unión Fuerza Minera       | Perú | 2014        |
| Deportivo Binacional      | Perú | 2015        |
| Alfonso Ugarte            | Perú | 2015        |
| Deportivo Garcilaso       | Perú | 2016        |
| José María Arguedas       | Perú | 2017        |
| Deportivo Binacional      | Perú | 2018 - 2021 |
| Pirata                    | Perú | 2021        |
| Unión Comercio            | Perú | 2022        |
| Deportivo Binacional      | Perú | 2023        |
| Unión Comercio            | Perú | 2024        |
| Universidad San Martín    | Perú | 2025 -      |

## Palmarés

### Campeonatos nacionales
| Título | Club                 | País | Año  |
| ------ | -------------------- | ---- | ---- |
| Liga 1 | Deportivo Binacional | Perú | 2019 |

### Torneos cortos
| Título          | Club                 | País | Año  |
| --------------- | -------------------- | ---- | ---- |
| Torneo Apertura | Deportivo Binacional | Perú | 2019 |